# Liste der Monuments historiques in Belz (Morbihan)
Die Liste der Monuments historiques in Belz (Morbihan) führt die Monuments historiques in der französischen Gemeinde Belz auf.

## Liste der Bauwerke
| Bezeichnung                          | Beschreibung | Standort | Kennzeichnung | Schutzstatus | Datum | Bild           |
| ------------------------------------ | ------------ | -------- | ------------- | ------------ | ----- | -------------- |
| Kapelle St-Cado                      |              | (Lage)   | PA00091024    | Inscrit      | 1925  | weitere Bilder |
| Dolmen von Kerlutu                   |              | (Lage)   | PA00091029    | Classé       | 1945  |                |
| Dolmen von Kerprovost                |              | (Lage)   | PA00091025    | Classé       | 1945  |                |
| Dolmen von Kerguéran                 |              | (Lage)   | PA00091026    | Classé       | 1936  |                |
| Dolmen von Kerhuen                   |              | (Lage)   | PA00091028    | Classé       | 1921  |                |
| Dolmen von Kerhuen                   |              | (Lage)   | PA00091027    | Classé       | 1934  |                |
| Ensemble mégalithique de Kerdruellan |              | (Lage)   | PA56000060    | Classé       | 2008  |                |

## Liste der Objekte

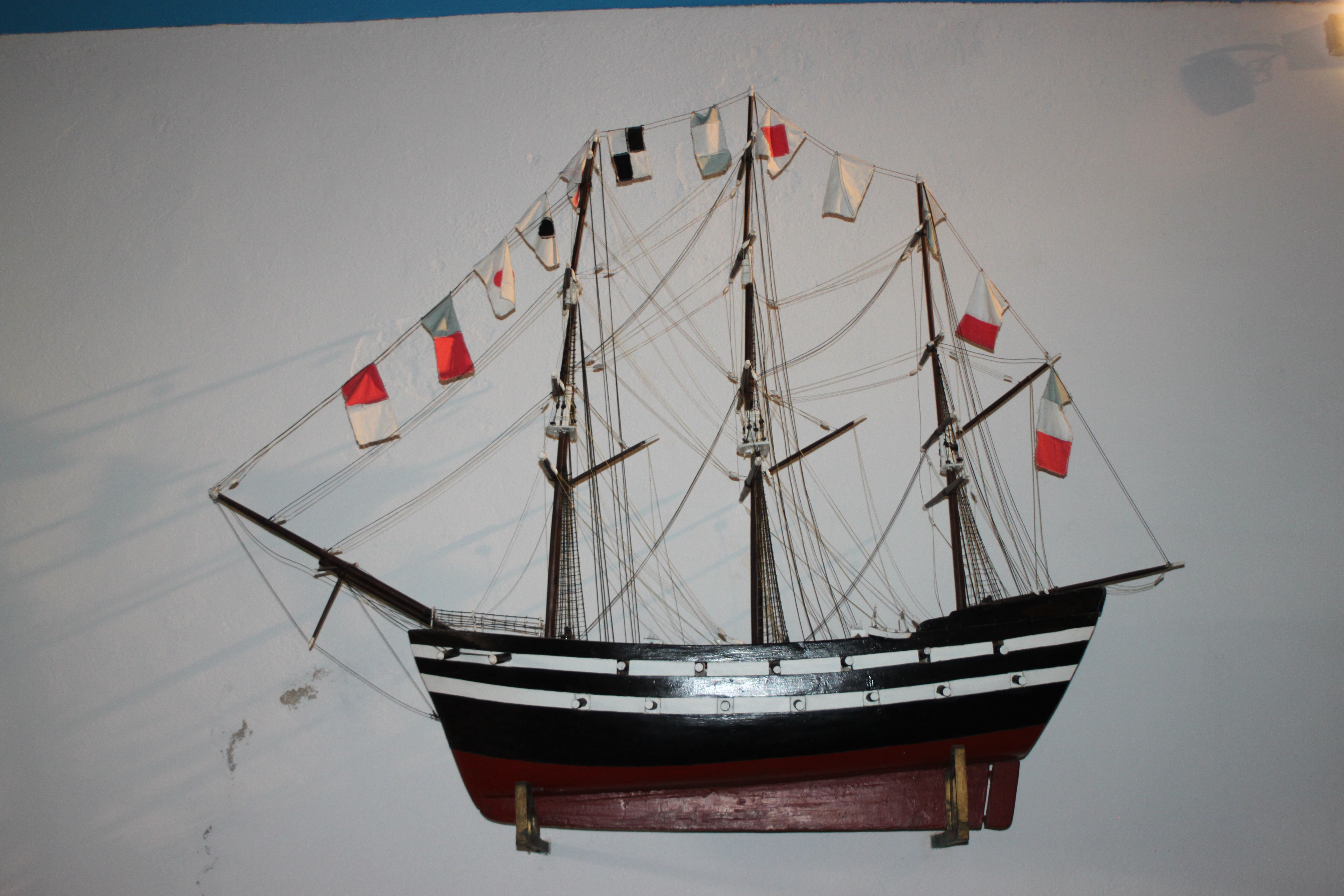
Votivgabe in der Kapelle St-Cado: Schiffsmodell

- Monuments historiques (Objekte) in Belz (Morbihan) in der Base Palissy des französischen Kultusministeriums